# Berching

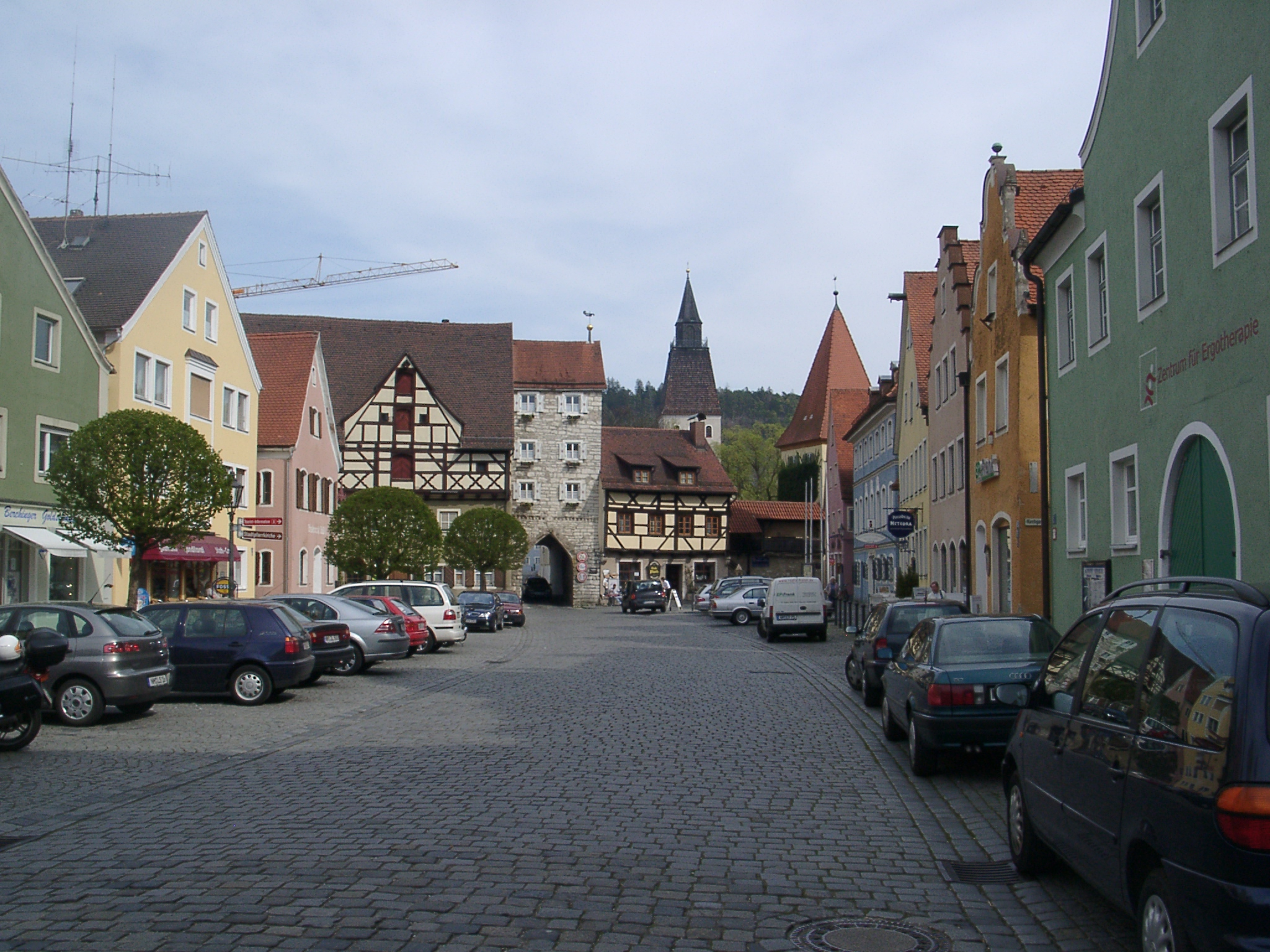
Berching (centrul)

Berching este un oraș din districtul  Neumarkt in der Oberpfalz, regiunea administrativă Palatinatul Superior, landul Bavaria, Germania.